# Berard z Carbio
Berard z Carbio OFM, wł. Berardo da Carbio (ur. w Carbio, zm. 16 stycznia 1220) − włoski franciszkanin, subdiakon, męczennik chrześcijański, święty Kościoła katolickiego, czczony jako protomęczennik franciszkański.

## Życiorys
Pochodził ze szlacheckiej rodziny Leopardich. Urodził się w Carbio w Umbrii. Do zakonu franciszkańskiego wstąpił w 1213. Dzięki doskonałej znajomości języka arabskiego został wraz z innymi dwoma kapłanami Piotrem i Ottem oraz dwoma braćmi zakonnymi Akursjuszem i Adjutem wybrany na misjonarza. Po drugiej kapitule zakonu w 1219 Berard został wraz z towarzyszami wysłany na misję do „niewiernych” do Maroka.
Berard i towarzysze, przez Hiszpanię i Portugalię, trafili do Maroka. Pojmani w Marrakeszu byli torturowani i zmuszani do przejścia na islam. Ścięto ich 16 stycznia 1220. Ciała przewieziono do Koimbry w Portugalii. Relikwie znajdują się w monasterze św. Krzyża.

## Kult
Berard został kanonizowany, wraz z towarzyszami, 7 sierpnia 1481 przez papieża Sykstusa IV, bullą Cum alias. Męczeństwo opisane zostało w Kronice Generałów Zakonu Braci Mniejszych. Wspomnienie liturgiczne obchodzone jest w klasztorach i kościołach franciszkańskich 16 stycznia.